# Рудник Каттасай
Рудник Каттасай – колишній гірничодобувний майданчик на сході Узбекистану.
Родовище Каттасай виявили у 1949 році в південній частині Чаткальського хребта, у долині річки Каттасай (правобережна частина сточища річки Ахангаран, що відділяє Чаткальський хребет від розташованого південніше Курамінського). На тлі розгортання радянської ядерної програми Каттасай швидко ввели в розробку (відомо, що його передали під освоєння вже у 1951-му). Організаційно видобуток на Каттасай провадив Рудник № 1 Підприємства № 22 (в подальшому Рудоуправління № 2) Комбінату № 6, що у 1967-му був перейменований на Ленінабадський гірничо-хімічний комбінат.
Видобуток провадився підземним способом, при цьому гірський рел’єф дозволив розкривати запаси за допомогою штолень, рознесених по висоті на кілька сотень метрів. Горизонти, розташовані під найнижчою штольнею могли розкриватись за допомогою сліпих стовбурів. Також провадили вилужнювання бідних руд за допомогою сульфатної кислоти.
Руда проходила підготовку на збагачувальній фабриці рудоуправління в Янгіабаді, після чого спрямовувалась на гідрометалургійний завод у Чкаловську.
Розробка тривала до 1983 року та була припинена у зв’язку із вичерпанням запасів. Є відомості, що за запасами урану родовище Каттасай належало до діапазону 1000 – 2500 тонн цільового компоненту.
За результатами розробки накопичилось 767 тисяч тонн відвалів з підвищеним рівнем небезпеки.